# Rosalia pachycornis
Rosalia pachycornis là một loài bọ cánh cứng trong họ Cerambycidae.